# Diego Cervantes
Diego Alberto Cervantes Chávez (ur. 30 sierpnia 1984 w mieście Meksyk) – meksykański piłkarz występujący na pozycji środkowego obrońcy.
Jest synem Ernesto Cervantesa i młodszym bratem Horacio Cervantesa, innych meksykańskich piłkarzy.

## Kariera klubowa
Cervantes jest wychowankiem stołecznej Amériki. Sezon 2004/2005 spędził na wypożyczeniu w drugoligowym San Luis. Do pierwszej drużyny Amériki został wprowadzony jesienią 2005 przez trenera Mario Carrillo. W meksykańskiej Primera División zadebiutował 30 października 2005 w wygranym 2:1 spotkaniu z Pumas UNAM – rozegrał wtedy na boisku pełne 90 minut. Podstawowym graczem zespołu został podczas sezonu Clausura 2007. Pojawiał się wówczas jedenastokrotnie w wyjściowym składzie, a América wywalczyła tytuł wicemistrza Meksyku. Cervantes nie wystąpił w żadnym z finałowych spotkań z Pachucą. W podstawowej jedenastce wychodził również rok później, podczas Clausury 2008, a także w rozgrywkach fazy grupowej Copa Libertadores 2008. Tam strzelił dwa gole: 2 kwietnia argentyńskiemu River Plate oraz 30 kwietnia brazylijskiemu CR Flamengo.
W sierpniu 2008 Cervantes został wypożyczony na półroczny okres do San Luis. Tutaj zanotował pierwsze ligowe trafienie w karierze – 6 października w wygranym 2:1 meczu z Cruz Azul.
Podczas półrocznego wypożyczenia do Necaxy Cervantes był podstawowym graczem zespołu. Zagrał w 13 ligowych spotkaniach, w tym w 10 z nich w podstawowym składzie. Zanotował także 3 trafienia. Nie zdołał jednak uchronić klubu od spadku z najwyższej klasy rozgrywkowej.
Sezon Apertura 2009 25–letni Cervantes spędził w roli rezerwowego w Atlante. Pojawił się na boisku zaledwie sześciokrotnie, za każdym razem wchodząc na plac gry w ławki rezerwowych.
Przed rozgrywkami Bicentenario 2010 Cervantes na zasadzie wypożyczenia zasilił drużynę mistrza Meksyku, Monterrey. Tutaj, podobnie jak w Atlante, nie potrafił wywalczyć sobie miejsca w wyjściowej jedenastce i zagrał jedynie w 3 ligowych spotkaniach. Czterokrotnie pojawiał się na boisku podczas Copa Libertadores 2010.
Latem 2011 został wypożyczony na czas trwania sezonów Apertura 2011 i Clausura 2012 do meksykańskiego pierwszoligowca, Puebli.